# 이강철 (1947년)
이강철(李康哲, 1947년 5월 6일~)은 대한민국 참여정부에서 대통령 정무특별보좌관을 지낸 정치인이다. 대구 출신이다.

## 학력
- 대구서부국민학교
- 대구중학교
- 계성고등학교
- 경북대학교 정치외교학과

## 경력
- 민청학련 사건으로 7년 6개월 복역
- 민주통일민중운동연합 중앙위원
- 민주헌법쟁취국민운동본부 공동대표
- 페놀오염시민단체대책회의 대표
- 대구·경북지방자치연구소 소장
- 노무현대통령후보 조직특보
- 제16대 대통령직인수위원회 정무특보
- 새천년민주당 개혁특별위원회 위원
- 열린우리당 상임중앙위원
- 열린우리당 4.15 총선 영입추진단장
- 열린우리당 국민참여운동본부 본부장
- 한-동티모르 우호협회 회장
- 대구·경북경제살리기운동본부 본부장
- 대통령비서실 시민사회수석비서관
- 신한장학재단 이사
- 울트라브이 감사
- KT이사회 이사
  - KT 내부거래위원회 위원장
  - KT 사외이사후보추천위원회 위원장
  - KT 지배구조위원회 위원
  - KT 지속가능경영위원회 위원
  - KT 대표이사후보심사위원회 위원

## 역대 선거 결과
|  | 5.65% |

|  | 19.18% |

|  | 13.55% |

|  | 35.11% |

|  | 44.08% |

| 전임 문재인 | 제2대 대통령비서실 시민사회수석비서관 2005년 1월 24일~2005년 9월 26일 | 후임 황인성 |